# نمایشی برای پایان زمان
نمایشی برای پایان زمان (به لاتین: De temporum fine comoedia) یک اپرای اوراتوریو کرال اثر کارل ارف آهنگساز آلمانی در قرن بیستم است که آخرین اثر بزرگ او ده سال طول کشید تا آن را بنویسد (۱۹۶۲ تا ۱۹۷۲) و آن را در سال ۱۹۷۲ بازبینی کرد. اورف ر این اثر نمایش کرامات ارائه می‌کند که خلاصه‌ای از دیدگاه او درباره آخرالزمان است که به یونانی باستان، لاتین و ترجمه آلمانی توسط ولفگانگ شادوالدت انجام شده است.